# Blerim
Blerim – wieś położona w północnej części Albanii w gminie Blerim. Wieś znajduje się 98 kilometrów od stolicy państwa, Tirany.

## Demografia
Według spisu ludności z 1989 roku we wsi Blerim mieszkało 286 mieszkańców.